# 圣斯特凡诺-罗埃罗
圣斯特凡诺-罗埃罗（義大利語：Santo Stefano Roero）是意大利库内奥省的一个市镇。总面积13平方公里，人口1425人，人口密度109.6人/平方公里（2009年）。ISTAT代码为004214。